# ボナー郡 (アイダホ州)
ボナー郡（英: Bonner County）は、アメリカ合衆国アイダホ州の北部に位置する郡である。人口は4万7110人（2020年）。郡庁所在地はサンドポイントであり、同郡では人口最大の都市である。1907年に設立され、郡名はこの地で渡し船を運航したエドウィン・Ｌボナーに因んで付けられた。

## 歴史
ボナー郡は1907年2月21日にクートニー郡の部分から設立された。渡し船の運航者で交通事業の創業家エドウィン・Ｌボナーに因んで名付けられた。ボナーズフェリーの町は1915年にボナー郡北部から分離したバウンダリー郡の中にある。

## 地理
アメリカ合衆国国勢調査局に拠れば、郡域全面積は1919.59平方マイル (4,971.7 km2)であり、このうち陸地は1737.67平方マイル (4,500.5 km2)、水域は181.92平方マイル (471.2 km2)で水域率は9.48％である。

### 隣接する郡
- バウンダリー郡 - 北
- リンカーン郡 (モンタナ州) - 東
- サンダーズ郡 (モンタナ州) - 南東
- ショショーニ郡 - 南東
- クートニー郡 - 南
- スポケーン郡 (ワシントン州) - 南西
- ポンダレイ郡 (ワシントン州) - 北西

### 国立保護地域
- パシフィックノースウェスト国立自然景観道（部分）
- コー・ダリーン国立の森（部分）
- カニクス国立の森（部分）
- クートニー国立の森（部分）

### 高規格道路
- - アメリカ国道2号線
- - アメリカ国道95号線
- - アイダホ州道41号線
- - アイダホ州道57号線
- - アイダホ州道200号線

## 人口動態
以下は2000年国勢調査による人口統計データである。
| 基礎データ - 人口: 36,835人 - 世帯数: 14,693 世帯 - 家族数: 10,270 家族 - 人口密度: 8人/km2（21人/mi2） - 住居数: 19,646軒 - 住居密度: 4軒/km2（11/mi2） 人種別人口構成 - 白人: 96.58% - アフリカン・アメリカン: 0.11% - ネイティブ・アメリカン: 0.87% - アジア人: 0.27% - 太平洋諸島系: 0.05% - その他の人種: 0.42% - 混血: 1.70% - ヒスパニック・ラテン系: 1.64% 先祖による構成 - ドイツ系：20.9％ - イギリス系：11.7％ - アメリカ人：11.7％ - アイルランド系：9.6％ - ノルウェー人：5.3％ 年齢別人口構成 - 18歳未満: 25.5% - 18-24歳: 6.7% - 25-44歳: 25.4% - 45-64歳: 29.3% - 65歳以上: 13.1% - 年齢の中央値: 41歳 - 性比（女性100人あたり男性の人口） - 総人口: 100.3 - 18歳以上: 98.2 | 世帯と家族（対世帯数） - 18歳未満の子供がいる: 30.6% - 結婚・同居している夫婦: 58.6% - 未婚・離婚・死別女性が世帯主: 7.5% - 非家族世帯: 30.1% - 単身世帯: 24.0% - 65歳以上の老人1人暮らし: 8.2% - 平均構成人数 - 世帯: 2.49人 - 家族: 2.94人 収入と家計 - 収入の中央値 - 世帯: 32,803米ドル - 家族: 37,930米ドル - 性別 - 男性: 32,504米ドル - 女性: 21,086米ドル - 人口1人あたり収入: 17,263米ドル - 貧困線以下 - 対人口: 15.5% - 対家族数: 11.9% - 18歳未満: 21.2% - 65歳以上: 10.2% |

## 都市
- サンドポイント - 郡庁所在地
- クラークフォーク
- ドーバー
- イーストホープ
- ホープ
- クートニー
- オールドタウン
- ポンダレイ
- プリーストリバー
- ボンネビル、オールドタウンの西

## 川と湖

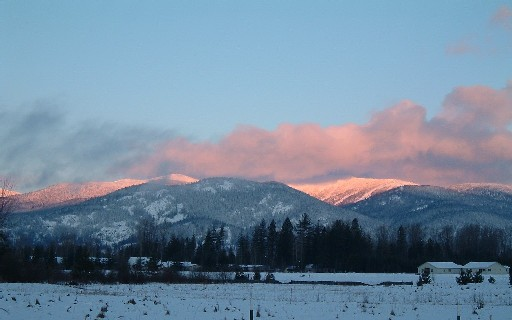
クーテナイの日の出

ケルソー湖はこの地で最初に生まれた子供であるミニー・ケルソーに因んで名付けられており、その直後にミニーの従姉妹、姓はクラークが生まれた。現在「クラーク湖」ではなく「ケルソー湖」と呼ばれている理由である。
- アルベニフォールズ・ダム
- クラークフォーク川
- ココララ
- ケルソー湖
- ポンダレイ湖
- パック川
- ポンダレイ川
- プリースト湖

## スキー場
- シュバイツァー山リゾート